# Каралобоси
Каралобоси (мкд. Каралобоси) су насеље у Северној Македонији, у источном делу државе. Каралобоси су насеље у оквиру општине Радовиште.

## Географија
Каралобоси су смештени у источном делу Северне Македоније. Од најближег града, Радовишта, насеље је удаљено 12 km северно.
Насеље Каралобоси се налази у историјској области Јуруклук. Насеље је положено на јужним падинама планине Плачковице. Надморска висина насеља је приближно 750 метара.
Месна клима је планинска због знатне надморске висине.

## Становништво
Каралобоси су према последњем попису из 2002. године билио без становника.
Већинско становништво у насељу су били етнички Турци (100%). Они су се средином 20. века спонтано иселили у матицу.
Претежна вероисповест месног становништва био је ислам.